# Chantaje

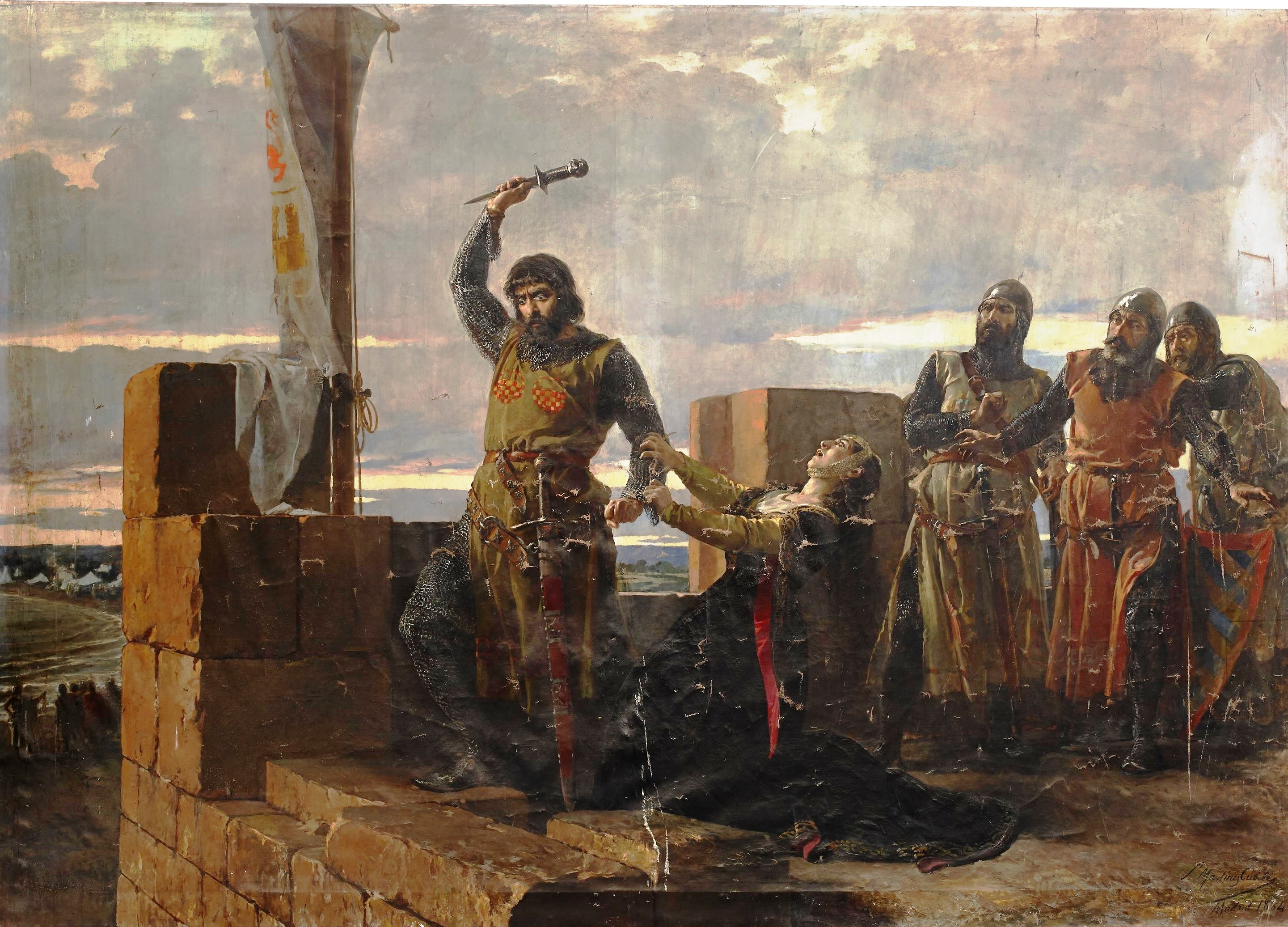
Guzmán el Bueno arrojando su daga en el cerco de Tarifa, del artista Salvador Martínez Cubells. La obra muestra el momento en el que, según la leyenda, Guzmán arroja una daga desde la muralla de Tarifa para que el infante don Juan asesinara a su hijo, a quien estaba utilizando como chantaje para rendir la ciudad.

Un chantaje (del francés chantage) es la amenaza de difamación pública o daño semejante para obtener algún provecho pecuniario o material de alguien u obligarlo a actuar de una determinada manera. 
El chantaje o extorsión es un delito en el ordenamiento jurídico de muchos países.